# Liste der Naturdenkmale in Kretzschau

Lage von Kretzschau

In der Liste der Naturdenkmale in Kretzschau werden die Einzel-Naturdenkmale, Flächennaturdenkmale sowie flächenhafte Naturdenkmale im Burgenlandkreis in der sachsen-anhaltischen Gemeinde Kretzschau und ihren Ortsteilen Döschwitz, Gladitz, Grana, Hollsteitz, Kirchsteitz, Kleinosida, Mannsdorf, Näthern und Salsitz aufgeführt.
In den Veröffentlichungen werden lt. Quellen in 7 Einzel-Naturdenkmale (ND), 5 Flächennaturdenkmale (FND) und 0 flächenhafte Naturdenkmale (NDF) angegeben. Die Angaben der Liste basieren auf Daten des „Geoportal Sachsen-Anhalt“ vom Landesamt für Vermessung und Geoinformation Sachsen-Anhalt und den Meta-Daten der angegebenen Quellen (ND, FND, NDF)

## Definition
„Naturdenkmäler sind rechtsverbindlich festgesetzte Einzelschöpfungen der Natur oder entsprechende Flächen bis zu fünf Hektar, deren besonderer Schutz erforderlich ist
1. aus wissenschaftlichen, naturgeschichtlichen oder landeskundlichen Gründen oder
2. wegen ihrer Seltenheit, Eigenart oder Schönheit.“

Ergänzend zu den lt. BNatSchG registrierten Naturdenkmalen sind in der Gemeinde Kretzschau (lt. NatSchG LSA) ebenfalls 0 geschützte Landschaftsbestandteile (GLB) und 1 geschützter Park (GP) gelistet, deren Abgrenzungen sich aus den Erläuterungen vom Bundesamt für Naturschutz ergeben.

## Legende
- Bild: zeigt ein vorhandenes Foto des Naturdenkmals
- Nr: zeigt die jeweilige Nr. des Objekts
- Beschreibung: Kurzbeschreibung zum Naturdenkmal
- Koordinaten: zeigt die Lage auf der Karte
- Quelle: Datum/Link zur Referenzquelle

## (Einzel-)Naturdenkmale
| Bild           | ND-Nr.     | Ortsteil           | Beschreibung | Koordinaten                   | Quellen |
| -------------- | ---------- | ------------------ | --- | ----------------------------- | ------- |
| Bild gesucht   | ND 0142BLK | Grana Flur 7       | Stiel-Eiche (Quercus robur) am Floßgraben bei Bahnhof Haynsburg, neben dem Bahndamm ca. 500 m östlich des Bahnhofs                                                          | 51° 1′ 49″ N, 12° 4′ 19″ O    | [ 1 ]   |
| Weitere Bilder | ND 0143BLK | Gladitz            | Winterlinde Gladitz (Tilia cordata) auf einem Sockel vor der Südseite der Kirche in Gladitz                                                                                 | 51° 4′ 26″ N, 12° 3′ 40″ O    | [ 1 ]   |
| Weitere Bilder | ND 0176BLK | Salsitz Flur 7     | westliche Stiel-Eiche (Quercus robur) in einer Dreiergruppe am Verlauf des Floßgraben bei Salsitz, links neben dem Aufgang zum Burgholzgraben nach Mannsdorf                | 51° 2′ 6″ N, 12° 4′ 51″ O     | [ 1 ]   |
| Bild gesucht   | ND 0182BLK | Salsitz Flur 5     | 10 Salsitzer Stieleichen (Quercus robur) auf den Wiesen zwischen den Elsteraltarmen südlich Salsitz (eine Eiche davon beschrieben auf „Monumentale Eichen“)                 | 51° 1′ 53″ N, 12° 5′ 5″ O     | [ 1 ]   |
| Weitere Bilder | ND 0188BLK | Hollsteitz Flur 6  | Trauerbuche in Hollsteitz, Hänge-Buche (Fagus sylvatica f. pendula) am Südufer des Teich in Hollsteitz, im östlichen Teil der Parkanlage Hollsteitz am Aufgang zum Igelberg | 51° 4′ 40″ N, 12° 2′ 19″ O    | [ 1 ]   |
| Bild gesucht   | ND 0208BLK | Grana              | Rapakiwi-Granit-Findling in Grana (Standort in Beschreibung von LSG „Aga-Elster-Tal und Zeitzer Forst“ als Grana, Dorfstr. 16a angegeben)                                   | Koordinaten fehlen! Hilf mit. | [ 1 ]   |
| Bild gesucht   | ND 0209BLK | Kretzschau Flur 10 | Lößwand südwestlich von Grana in der ehemaligen Lehmgrube am Hang südwestlich von Grana mit Bodenbildung aus der Weichselvereisung                                          | 51° 2′ 59″ N, 12° 5′ 23″ O    | [ 1 ]   |

## Flächen-Naturdenkmale
| Bild           | FND-Nr.    | Ortsteil           | Beschreibung | Koordinaten                | Quelle     |
| -------------- | ---------- | ------------------ | --- | -------------------------- | ---------- |
| Bild gesucht   | FND0076BLK | Mannsdorf Flur 8   | Fransenenzian im Steinbruch bei Mannsdorf, Vorkommen von Arten der Fransenenziane (Gentianopsis) in einem ehemaligen Steinbruch ca. 1 km südwestlich von Mannsdorf, mit Ratsbeschluss vom 3. Februar 1965 unter Schutz gestellt, Teil des Landschaftsschutzgebiet „Aga-Elster-Tal und Zeitzer Forst“ | 51° 1′ 54″ N, 12° 3′ 33″ O | 03.02.1965 |
| Weitere Bilder | FND0081BLK | Döschwitz Flur 5/6 | Maibachtal bei Priesen, mit dem Ratsbeschluss vom 13.12.1972 ausgewiesenes Auwaldgebiet und Feuchtbiotop am Bachlauf des Maibach nordöstlich von Priesen, südlich des Eichberg; nur der südliche Teil liegt auf der nördlichen Gemarkung Döschwitz etwa 1,4 km nördlich Hollsteitz; der westliche Teil liegt auf der Gemarkung Meineweh, im Verlauf des Maibach quert das Gebiet die Gemarkungen Schelkau (Flur 4/5 im Norden) und Trebnitz (Flur 7/6 im Osten) der Gemeinde Teuchern; das Areal überschneidet sich tw. mit den Flächen des 1997 eingerichteten Landschaftsschutzgebiet „Maibachtal“ | 51° 5′ 24″ N, 12° 1′ 3″ O  | 13.12.1972 |
| Bild gesucht   | FND0096BLK | Kretzschau Flur 2  | Feldgehölz im Hasselbachtal zwischen Kretzschau und Droyßig, etwa 150 m südlich des ehemaligen Bahndamm (heute Zuckerbahn-Radweg zwischen Zeitz und Camburg), mit Beschluss des Rates des Kreises Zeitz vom 30.08.1989 unter Schutz gestellt. | 51° 3′ 3″ N, 12° 3′ 59″ O  | 30.08.1989 |
| Bild gesucht   | FND0098BLK | Salsitz Flur 5     | Elsteraltwasser auf den Elsterwiesen bei Salsitz, Wiesen und Flurwaldstücke am Nordufer der Weißen Elster in der Elsteraue südlich Salsitz vom Elsterwehr bei Großosida im Osten bis zum Elsteraltwasserarm im Westen, mit Beschluss des Rates des Kreises Zeitz vom 30. August 1989 unter Schutz gestellt. Die Flusslandschaft der Weißen Elster wurde als Flusslandschaft des Jahres 2020–2023 ausgewählt, das Flächennaturdenkmal ist ein wichtiger Bestandteil bei der Renaturierung der Auenlandschaften                                                                                        | 51° 1′ 57″ N, 12° 5′ 29″ O | 30.08.1989 |
| Bild gesucht   | FND0110BLK | Kretzschau Flur 7  | Sumpfgebiet Kretzschau auf Beschluss des Rates des Kreises Zeitz vom 30. August 1989 unter Schutz gestelltes Sumpfgebiet am Standort der 1958 geschlossenen Schwelerei Groitzschen südlich des Kretzschauer Sees | 51° 3′ 40″ N, 12° 4′ 36″ O | 30.08.1989 |

## Geschützte Landschaftsbestandteile und Parke
| Bild           | Nr.        | Ortsteil            | Beschreibung | Koordinaten                                                              | Quelle     |
| -------------- | ---------- | ------------------- | --- | ------------------------------------------------------------------------ | ---------- |
| Weitere Bilder | GP_0012BLK | Hollsteitz Flur 5/6 | Parkanlage Hollsteitz, der direkt westlich am Rittergut Hollsteitz gelegene ehemalige Gutspark und das als Wald- und Landschaftspark angelegte Areal vom Teich mit Insel im Norden mit den Resten der ehemaligen Wasserburg (Bodendenkmal: 428300012) bis zum Igelberg mit Grabhügel (Bodendenkmal: 428300099) im Süden, wurde bereits mit Beschluss des Kreistages Zeitz vom 13. Dezember 1972 unter Schutz gestellt. | Westteil: 51° 4′ 43″ N, 12° 1′ 55″ O Ostteil: 51° 4′ 36″ N, 12° 2′ 18″ O | 13.12.1972 |